# Cymonomus
Cymonomus is een geslacht van kreeftachtigen uit de klasse van de Malacostraca (hogere kreeftachtigen).

## Soorten
- Cymonomus aequilonius Dell, 1971
- Cymonomus andamanicus Alcock, 1905
- Cymonomus bathamae Dell, 1971
- Cymonomus caecus Chace, 1940
- Cymonomus clarki Ahyong, 2008
- Cymonomus curvirostris Sakai, 1965
- Cymonomus deforgesi Ahyong & Ng, 2009
- Cymonomus delli Griffin & Brown, 1975
- Cymonomus diogenes Ahyong & Ng, 2009
- Cymonomus gracilipes Ahyong & Ng, 2009
- Cymonomus granulatus (Norman, in C. W. Thomson, 1873)
- Cymonomus guillei Tavares, 1991
- Cymonomus hakuhoae Takeda & Moosa, 1990
- Cymonomus indicus Ihle, 1916
- Cymonomus japonicus Balss, 1922
- Cymonomus kapala Ahyong & Brown, 2003
- Cymonomus leblondi Tavares, 1994
- Cymonomus liui Ahyong & Ng, 2011
- Cymonomus magnirostris Tavares, 1991
- Cymonomus mainbaza Ahyong, 2014
- Cymonomus mariveneae Ahyong & Ng, 2009
- Cymonomus meloi O. Campos, 1997
- Cymonomus menziesi Garth, in Garth & Haig, 1971
- Cymonomus normani Lankester, 1903
- Cymonomus oyakawai O. Campos, 1997
- Cymonomus quadratus A. Milne-Edwards, 1880
- Cymonomus rostratus Chace, 1940
- Cymonomus sagamiensis Sakai, 1983
- Cymonomus soela Ahyong & Brown, 2003
- Cymonomus tavaresi O. Campos, 1997
- Cymonomus trifurcus Stebbing, 1920
- Cymonomus umitakae Takeda, 1981